# Koentsevskaja (metrostation Moskou)
Koentsevskaja (Russisch: Ку́нцевская) is een station aan de Arbatsko-Pokrovskaja-lijn en Filjovskaja-lijn van de Moskouse metro. Het station is in 1965 geopend op het punt waar volgens het metroplan uit de jaren 1960 een splitsing van de westlijn zou komen met een overstap op de buiten ringlijn (lijn 11). Volgens het plan zouden ten westen van Koentsevskaja twee takken komen met elk één station. Het zuidelijkste van de twee, bij spoorwegstation  Rabotsji Poselok, is niet gebouwd en uit de plannen verdwenen. Het noordelijkste, Molodjoznaja, is wel gebouwd en heeft tot 1989 dienstgedaan als eindpunt van lijn 4. De overstap op de buitenringlijn zal waarschijnlijk in 2021 worden gerealiseerd. Sinds de tunnel van lijn 3 in 2007 is doorgetrokken tot Koentsevskaja is hier het eindpunt van lijn 4. Het oude spoor richting het westen is sinds 7 januari 2008 als enkelsporig traject naar Pionerskaja voor beide richtingen van lijn 4 in gebruik. Het spoor dat sinds 1965 werd gebruikt door de treinen naar het oosten wordt thans gebruikt door lijn 3 naar het westen. Voor de treinen van lijn 3 naar het oosten is aan de zuidkant een nieuw spoor en perron, dat stationsnummer 210 heeft gekregen, gebouwd. Het perron uit 1965 kan nu als cross-platform-overstap worden gebruikt voor reizigers naar het westen. Reizigers voor lijn 4 moeten via de loopbrug vanaf het nieuwe perron oversteken. Sinds 21 november 2019 kunnen reizigers bij de gelijknamige halte van het stadsgewestelijk net overstappen op lijn D1.  

## Galerij

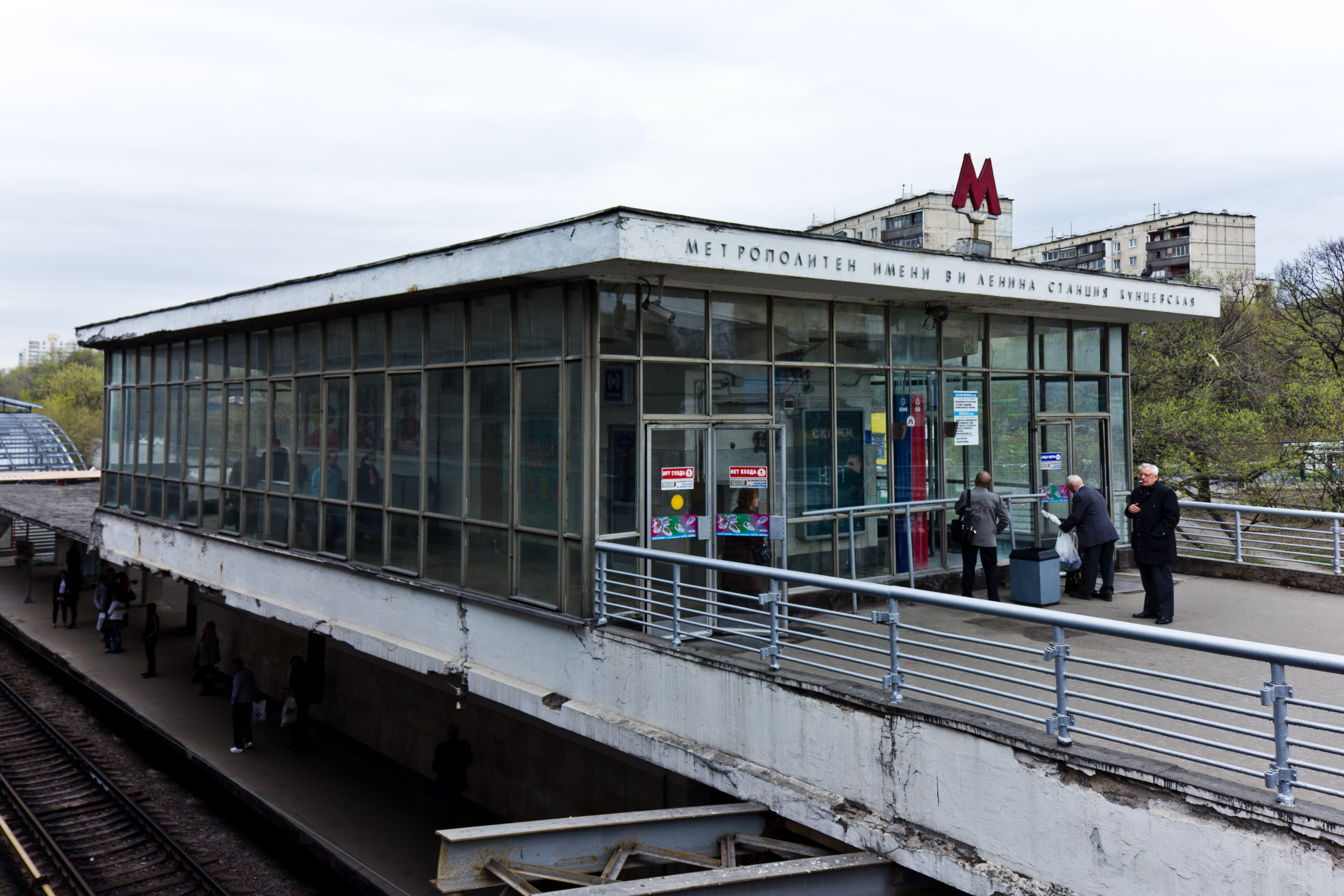
Het stationsgebouw uit 1965
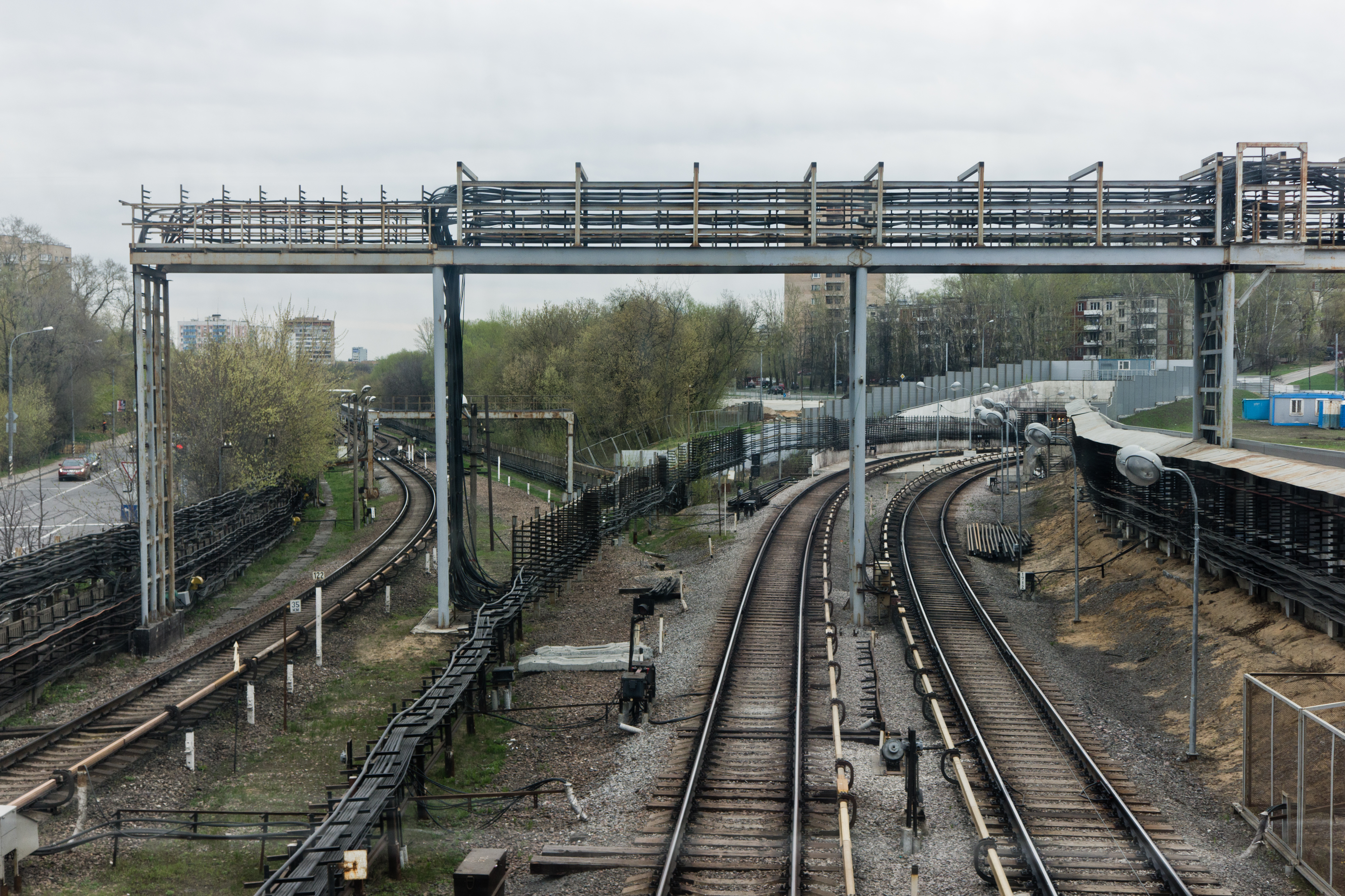
De sporen aan de oostkant van het station, rechts de tunnelingang van lijn 3, links lijn 4 richting Pionerskaja. De voormalige bedding van lijn 4 richting het oosten is nog te zien.
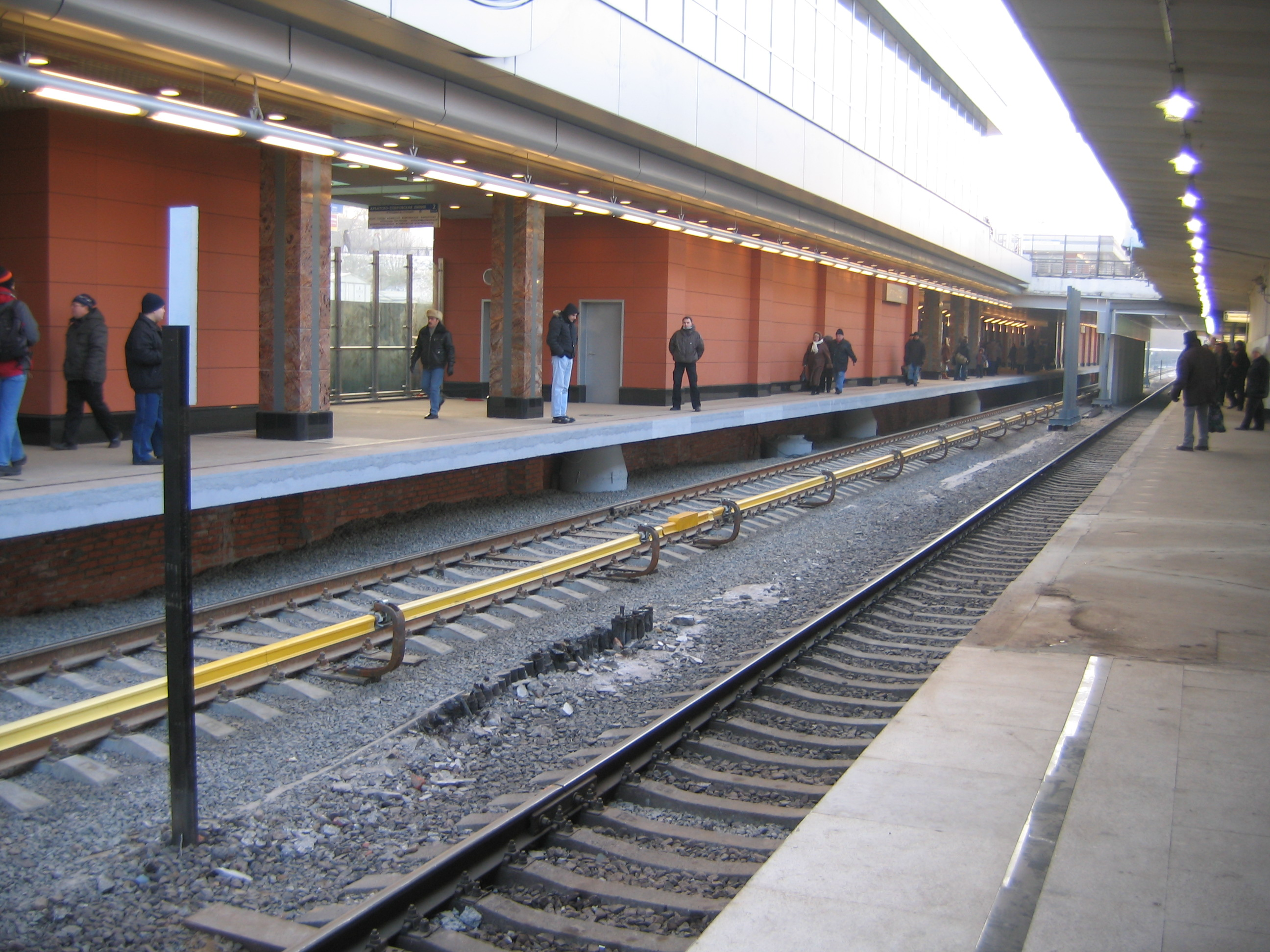
Het perron van lijn 3 richting de stad.